# Тур Швейцарии 1972
36-я гонка Тура Швейцарии — шоссейная многодневная велогонка по дорогам Швейцарии проводилась с 15 по 23 июня 1972 года. Победу одержал швейцарский велогонщик Луис Пфеннингер, повторив своё достижение 1968 года.

## Участники
Участие в гонке приняли 10 велокоманд.
| Профессиональные велокоманды (10)- Van Cauter-Magniflex-de Gribaldy - Möbel Märki-Bonanza - TI-Raleigh - Filotex - Goudsmit-Hoff - Scic - Holdsworth-Campagnolo - Rokado-Colders - G.B.C.-Sony - Peugeot-BP-Michelin |
| |

## Маршрут
Гонка состояла из 10 этапов, общей протяженностью 1457 километров. Этапы 3 и 10 были проведены в формате индивидуальной раздельной гонки.
| Этап | Дата   | Маршрут              | type                    | Длина (км) | Победитель         | Лидер генеральной классификации |
| ---- | ------ | -------------------- | ----------------------- | ---------- | ------------------ | ------------------------------- |
| 1    | 15 июн | Цюрих – Бругг        |                         | 187        | Донато Джульяни    | Донато Джульяни                 |
| 2    | 16 июн | Бругг – Золотурн     |                         | 97         | Джанкарло Полидори | Донато Джульяни                 |
| 3    | 16 июн | Золотурн – Бальмберг | индивидуальная разделка | 12         | Жоаким Агостиньо   | Донато Джульяни                 |
| 4    | 17 июн | Золотурн – Гштад     |                         | 214        | Микеле Данчелли    | Луис Пфеннингер                 |
| 5    | 18 июн | Гштад – Мёрель       |                         | 216        | Клаудио Микелотто  | Луис Пфеннингер                 |
| 6    | 19 июн | Мёрель – Лугано      |                         | 172        | Микеле Данчелли    | Луис Пфеннингер                 |
| 7    | 20 июн | Лугано – Шан         |                         | 234        | Джанкарло Полидори | Луис Пфеннингер                 |
| 8    | 21 июн | Шан – Пфеффикон      |                         | 174        | Вилфрид Давид      | Луис Пфеннингер                 |
| 9    | 22 июн | Пфеффикон – Ольтен   |                         | 117        | Гербен Карстенс    | Луис Пфеннингер                 |
| 10   | 23 июн | Ольтен – Ольтен      | индивидуальная разделка | 25         | Жоаким Агостиньо   | Луис Пфеннингер                 |

## Итоговое положение
| \| Генеральная классификация \| Генеральная классификация \| Генеральная классификация \| Генеральная классификация \| Генеральная классификация \| \| Гонщик \| Гонщик \| Команда \| Время \| \| \| ------------------------- \| ------------------------- \| ------------------------- \| ------------------------- \| ------------------------- \| \| 1-й \| Луис Пфеннингер \| \| 41ч 22' 43 \| \| \| 2-й \| Роже Пинжон \| Peugeot-BP-Michelin \| + 21 \| \| \| 3-й \| Микеле Данчелли \| Scic \| + 1' 49 \| \| \| 4-й \| Эрих Шпан \| \| + 1' 51 \| \| \| 5-й \| Жоаким Агостиньо \| Frimatic-de Gribaldy \| + 4' 26 \| \| \| 6-й \| Сильвано Скьявон \| G.B.C.-Sony \| + 5' 04 \| \| \| 7-й \| Derek Harrison \| \| + 8' 28 \| \| \| 8-й \| Fritz Wehrli \| \| + 14' 08 \| \| \| 9-й \| Марио Ланзафаме \| G.B.C.-Sony \| + 16' 07 \| \| \| 10-й \| Вилфрид Давид \| Peugeot-BP-Michelin \| + 18' 03 \| \| |                  |                      |            |
| |                  |                      |            |
| |                  |                      |            |
| Генеральная классификация |                  |                      |            |
| Гонщик | Гонщик           | Команда              | Время      |
| 1-й | Луис Пфеннингер  |                      | 41ч 22' 43 |
| 2-й | Роже Пинжон      | Peugeot-BP-Michelin  | + 21       |
| 3-й | Микеле Данчелли  | Scic                 | + 1' 49    |
| 4-й | Эрих Шпан        |                      | + 1' 51    |
| 5-й | Жоаким Агостиньо | Frimatic-de Gribaldy | + 4' 26    |
| 6-й | Сильвано Скьявон | G.B.C.-Sony          | + 5' 04    |
| 7-й | Derek Harrison   |                      | + 8' 28    |
| 8-й | Fritz Wehrli     |                      | + 14' 08   |
| 9-й | Марио Ланзафаме  | G.B.C.-Sony          | + 16' 07   |
| 10-й | Вилфрид Давид    | Peugeot-BP-Michelin  | + 18' 03   |

| Очковая классификация | Очковая классификация | Очковая классификация            | Очковая классификация | Очковая классификация |
| Гонщик                | Гонщик                | Команда                          | Очки                  |                       |
| --------------------- | --------------------- | -------------------------------- | --------------------- | --------------------- |
| 1-й                   | Микеле Данчелли       | Scic                             | 187 очков             |                       |
| 2-й                   | Эрих Шпан             |                                  | 158 очков             |                       |
| 3-й                   | Жорж Пинтенс          | Van Cauter-Magniflex-de Gribaldy | 135 очков             |                       |

| Очковая классификация | Очковая классификация | Очковая классификация            | Очковая классификация | Очковая классификация |
| Гонщик                | Гонщик                | Команда                          | Очки                  |                       |
| --------------------- | --------------------- | -------------------------------- | --------------------- | --------------------- |
| 1-й                   | Микеле Данчелли       | Scic                             | 187 очков             |                       |
| 2-й                   | Эрих Шпан             |                                  | 158 очков             |                       |
| 3-й                   | Жорж Пинтенс          | Van Cauter-Magniflex-de Gribaldy | 135 очков             |                       |

| Горная классификация | Горная классификация | Горная классификация | Горная классификация | Горная классификация |
| Гонщик               | Гонщик               | Команда              | Очки                 |                      |
| -------------------- | -------------------- | -------------------- | -------------------- | -------------------- |
| 1-й                  | Сильвано Скьявон     | G.B.C.-Sony          | 68 очков             |                      |
| 2-й                  | Курт Руб             |                      | 59 очков             |                      |
| 3-й                  | Микеле Данчелли      | Scic                 | 46 очков             |                      |

| Горная классификация | Горная классификация | Горная классификация | Горная классификация | Горная классификация |
| Гонщик               | Гонщик               | Команда              | Очки                 |                      |
| -------------------- | -------------------- | -------------------- | -------------------- | -------------------- |
| 1-й                  | Сильвано Скьявон     | G.B.C.-Sony          | 68 очков             |                      |
| 2-й                  | Курт Руб             |                      | 59 очков             |                      |
| 3-й                  | Микеле Данчелли      | Scic                 | 46 очков             |                      |

| Командная классификация по времени | Командная классификация по времени | Командная классификация по времени | Командная классификация по времени |
| Команда                            | Команда                            | Время                              |                                    |
| ---------------------------------- | ---------------------------------- | ---------------------------------- | ---------------------------------- |
| 1-й                                | G.B.C.-Sony                        | 121ч 03' 25                        |                                    |
| 2-й                                | Möbel Märki-Bonanza                | + 4' 32                            |                                    |
| 3-й                                | Scic                               | + 8' 14                            |                                    |